# Tunstall, Kent
Tunstall är en ort och civil parish i grevskapet Kent i sydöstra England. Orten ligger i distriktet Swale, direkt söder om Sittingbourne. Civil parishen hade 1 611 invånare vid folkräkningen år 2021.
Civil parishen omfattar även en sydlig förort till Sittingbourne.